# الزهد (ابن أبي الدنيا)
الزهد. كتاب صنفه الإمام ابن أبي الدنيا يُعتبر واحدًا من أوائل ما أُلِّف في الزُّهد وذم الدُّنيا، ساق فيه مؤلفه عشرات الأحاديث والآثار والأخبار، وكثيرًا من الأشعار في الحث على الزهد بالدنيا والعمل للآخرة.

## وصلات خارجية
- شرح كتاب الزهد لابن أبي الدنيا للشيخ عبد الله بن فهد الخليفي على يوتيوب.